# Élections législatives de 1988 dans les Deux-Sèvres
Les élections législatives françaises de 1988 se déroulent les 5 et 12 juin 1988. Dans le département des Deux-Sèvres, quatre députés sont à élire dans le cadre de quatre circonscriptions.

## Élus
| Circonscription | Député sortant        | Parti                 | Parti                 | Député élu ou réélu | Parti | Parti         |
| --------------- | --------------------- | --------------------- | --------------------- | ------------------- | ----- | ------------- |
| 1re             | Scrutin proportionnel | Scrutin proportionnel | Scrutin proportionnel | André Clert         |       | PS            |
| 2e              | Scrutin proportionnel | Scrutin proportionnel | Scrutin proportionnel | Ségolène Royal      |       | PS            |
| 3e              | Scrutin proportionnel | Scrutin proportionnel | Scrutin proportionnel | Jean de Gaulle      |       | RPR           |
| 4e              | Scrutin proportionnel | Scrutin proportionnel | Scrutin proportionnel | Albert Brochard     |       | Divers droite |

## Positionnement des partis
L'UDF et le RPR se présentent unis sous l'étiquette « Union du Rassemblement et du Centre » tandis que les candidats du Parti socialiste se rangent sous la bannière de la « Majorité présidentielle pour la France unie », slogan de la campagne présidentielle de François Mitterrand.

## Résultats

### Résultats à l'échelle du département
| Parti                 | Parti                               | Premier tour | Premier tour | Second tour | Second tour | Sièges |
| Parti                 | Parti                               | Voix         | %            | Voix        | %           | Sièges |
| --------------------- | ----------------------------------- | ------------ | ------------ | ----------- | ----------- | ------ |
|                       | Rassemblement pour la République    | 34 387       | 20,47        |             |             | 1      |
|                       | Divers droite                       | 24 244       | 14,44        | 1           |             |        |
|                       | Union pour la démocratie française  | 23 774       | 14,16        | 23 874      | 49,43       | 0      |
|                       | Union du Rassemblement et du Centre | 82 405       | 49,07        | 23 874      | 49,43       | 2      |
|                       |                                     |              |              |             |             |        |
|                       | Parti socialiste                    | 68 621       | 40,86        | 24 426      | 50,57       | 2      |
|                       | Divers gauche (Maj. prés.)          | 5 043        | 3,00         |             |             | 0      |
|                       | La France unie                      | 73 664       | 43,86        | 24 426      | 50,57       | 2      |
|                       |                                     |              |              |             |             |        |
|                       | Parti communiste français           | 6 869        | 4,09         |             |             | 0      |
|                       | Front national                      | 5 012        | 2,98         | 0           |             |        |
|                       |                                     |              |              |             |             |        |
| Inscrits              | Inscrits                            | 250 292      | 100,00       | 67 340      | 100,00      | 4      |
| Abstentions           | Abstentions                         | 78 039       | 31,18        | 18 062      | 26,82       |        |
| Votants               | Votants                             | 172 253      | 68,82        | 49 278      | 73,18       |        |
| Blancs et nuls        | Blancs et nuls                      | 4 303        | 2,5          | 978         | 1,98        |        |
| Exprimés              | Exprimés                            | 167 950      | 97,5         | 48 300      | 98,02       |        |
| Source : Data.gouv.fr |                                     |              |              |             |             |        |

### Résultats par circonscription

#### Première circonscription (Niort)
|                | André Clert sortant réélu | PS             | 18 781 | 54,06  |  |  |  |
|                | Alain Garcia              | RPR (URC)      | 12 169 | 35,03  |  |  |  |
|                | Robert Léon               | PCF            | 2 144  | 6,17   |  |  |  |
|                | Jean-Louis Moure          | FN             | 1 646  | 4,74   |  |  |  |
|                |                           |                |        |        |  |  |  |
| Inscrits       | Inscrits                  | Inscrits       | 56 224 | 100,00 |  |  |  |
| Abstentions    | Abstentions               | Abstentions    | 20 768 | 36,94  |  |  |  |
| Votants        | Votants                   | Votants        | 35 456 | 63,06  |  |  |  |
| Blancs et nuls | Blancs et nuls            | Blancs et nuls | 716    | 2,02   |  |  |  |
| Exprimés       | Exprimés                  | Exprimés       | 34 740 | 97,98  |  |  |  |

#### Deuxième circonscription (Melle)
| Candidat       | Candidat            | Parti                      | Premier tour | Premier tour | Second tour | Second tour |  |
| Candidat       | Candidat            | Parti                      | Voix         | %            | Voix        | %           |  |
| -------------- | ------------------- | -------------------------- | ------------ | ------------ | ----------- | ----------- |  |
|                | Pierre Billard      | UDF (AD) (URC)             | 17 767       | 40,39        | 23 874      | 49,43       |  |
|                | Ségolène Royal élue | PS                         | 16 903       | 38,42        | 24 426      | 50,57       |  |
|                | Camille Lemberton   | Divers gauche (Maj. prés.) | 5 043        | 11,46        |             |             |  |
|                | Max Rouvreau        | PCF                        | 2 356        | 5,36         |             |             |  |
|                | Maurice Briand      | FN                         | 1 921        | 4,37         |             |             |  |
|                |                     |                            |              |              |             |             |  |
| Inscrits       | Inscrits            | Inscrits                   | 67 346       | 100,00       | 67 340      | 100,00      |  |
| Abstentions    | Abstentions         | Abstentions                | 22 195       | 32,96        | 18 062      | 26,82       |  |
| Votants        | Votants             | Votants                    | 45 151       | 67,04        | 49 278      | 73,18       |  |
| Blancs et nuls | Blancs et nuls      | Blancs et nuls             | 1 161        | 2,57         | 978         | 1,98        |  |
| Exprimés       | Exprimés            | Exprimés                   | 43 990       | 97,43        | 48 300      | 98,02       |  |

#### Troisième circonscription (Parthenay)
|                | Jean de Gaulle sortant réélu | RPR (URC)      | 22 218 | 51,11  |  |  |  |
|                | Michel Hervé sortant         | PS             | 18 510 | 42,58  |  |  |  |
|                | Philippe Maurin              | FN             | 1 445  | 3,32   |  |  |  |
|                | Daniel Fasanino              | PCF            | 1 301  | 2,99   |  |  |  |
|                |                              |                |        |        |  |  |  |
| Inscrits       | Inscrits                     | Inscrits       | 61 013 | 100,00 |  |  |  |
| Abstentions    | Abstentions                  | Abstentions    | 16 330 | 26,76  |  |  |  |
| Votants        | Votants                      | Votants        | 44 683 | 73,24  |  |  |  |
| Blancs et nuls | Blancs et nuls               | Blancs et nuls | 1 209  | 2,71   |  |  |  |
| Exprimés       | Exprimés                     | Exprimés       | 43 474 | 97,29  |  |  |  |

#### Quatrième circonscription (Thouars - Bressuire)
|                | Albert Brochard sortant réélu | Divers droite (URC) | 23 723 | 51,86  |  |  |  |
|                | Jean Grellier                 | PS                  | 14 427 | 31,54  |  |  |  |
|                | Claude Boutet                 | diss. UDF           | 6 007  | 13,13  |  |  |  |
|                | Francis Vacker                | PCF                 | 1 068  | 2,33   |  |  |  |
|                | Raoul Ristord                 | Divers droite       | 521    | 1,14   |  |  |  |
|                |                               |                     |        |        |  |  |  |
| Inscrits       | Inscrits                      | Inscrits            | 65 709 | 100,00 |  |  |  |
| Abstentions    | Abstentions                   | Abstentions         | 18 746 | 28,53  |  |  |  |
| Votants        | Votants                       | Votants             | 46 963 | 71,47  |  |  |  |
| Blancs et nuls | Blancs et nuls                | Blancs et nuls      | 1 217  | 2,59   |  |  |  |
| Exprimés       | Exprimés                      | Exprimés            | 45 746 | 97,41  |  |  |  |